# Lettres à une disparue
 (juillet 2025).
Si vous disposez d'ouvrages ou d'articles de référence ou si vous connaissez des sites web de qualité traitant du thème abordé ici, merci de compléter l'article en donnant les références utiles à sa vérifiabilité et en les liant à la section « Notes et références ».
Lettres à une disparue est un livre de Véronique Massenot, illustré par Alain Millerand, paru en 1998 chez Hachette Jeunesse. Il raconte l'histoire de Mélina, jeune femme dans un pays soumis à la dictature et pleurant depuis des années sa fille Paloma dite « portée disparue », enlevée par la milice avec son mari et leur fillette de deux ans. Mais un jour surgit Nina, la petite-fille élevée par d'autres.

## Résumé
Pendant la dictature, un couple d'opposants (Juan et Paloma) et leur petite fille de deux ans (Nina) sont enlevés par la milice aux ordres du pouvoir. Dévastée, la mère de Paloma (Mélina) se met à lui écrire des lettres. C'est le seul moyen qu'elle trouve pour ne pas sombrer dans la folie. même si elle ne peut pas réellement lui envoyer ses lettres puisque personne ne sait où est Paloma, ni même si elle est encore vivante ! Après la chute du régime et la fin de la dictature, Mélina rencontre Lélia, une jeune femme dont le frère et la belle-sœur ont été eux aussi portés disparus. Celle-ci raconte à Mélina comment elle a retrouvé son neveu et Mélina se lance alors dans la recherche de la petite Nina. Un jour, le grand-père de Nina (Pablo) reconnaît l'enfant dans le bus. Mais lorsque Mélina essaye de lui parler, la petite s'enfuit. Mélina et Pablo, peu à peu, vont se battre, y compris en justice, pour regagner l'amour de leur petite-fille.
- Mélina : femme de Pablo et mère de Paloma[1].
- Paloma :femme de Juan et mère de Nina.
- Nina : petite-fille de Mélina, fille de Paloma
- Juan : mari de Paloma .
- Stella : amie de Mélina.
- Pablo : mari de Melina et père de Paloma,

- Luis : mari de Rosita.

- Rosita :femme de Luis.
- Fernando : ami de Mélina.
- Manuel : fils de Luis et Rosita.
- Dolorita : tante de Stella.
- Lélia : petite sœur de Jaime.
- Maria : mère adoptive de Nina.
- Guille : fils de Jaime et sa femme.
- Jaime: frère de Leila, père de Guille.